# Sabulodes cletiusaria
Sabulodes cletiusaria là một loài bướm đêm trong họ Geometridae.